# أحمد عبد المقصود
أحمد عبد المقصود (مواليد 7 أغسطس 1989) لاعب كرة قدم قطري من أصول مصرية يجيد اللعب في مركز الوسط مع منتخب قطر الوطني و يلعب في نادي الدحيل.
لعب سابقاً مع أندية السد والأهلي و لخويا وأم صلال والعربي و الريان و الوكرة و الدحيل.

## وصلات خارجية
- أحمد عبد المقصود على موقع ناشيونال فوتبول تيمز (الإنجليزية)
- أحمد عبد المقصود على موقع Soccerway.com (الإنجليزية)